# Pocahontas County Courthouse (Iowa)
Das Pocahontas County Courthouse in Pocahontas ist das Justiz- und Verwaltungsgebäude (Courthouse) des Pocahontas County im mittleren Nordwesten des US-amerikanischen Bundesstaates Iowa.
Das heutige Gebäude ist das dritte Courthouse des 1851 gegründeten Pocahontas County. Das erste Courthouse wurde in Old Rolfe (etwas nördlich der heutigen Stadt Rolfe im Nordosten des Countys) als zweistöckiger Ziegelbau errichtet. Das obere Geschoss wurde als Schule genutzt. Im Jahr 1875 wurde der County Seat in die genaue geografische Mitte des Countys verlegt, wo später dadurch auch die heutige gleichnamige Stadt entstand. 1876 wurde das Justiz- und Verwaltungsgebäude seiner Bestimmung übergeben.
Das heutige Courthouse ist ein 1923 nach einem Entwurf des Architekturbüros Proudfoot, Bird and Rawson im neoklassizistischen Stil errichtetes dreistöckiges Gebäude aus Kalkstein und Ziegeln. 
1981 wurde das Gebäude mit der Referenznummer 81000264 in das National Register of Historic Places aufgenommen.